# Dödbok
Dödbok, begravningsbok eller död- och begravningsbok, är en kyrkbok för anteckningar om alla personer i en församling som avlidit. Död- och begravningsböckerna innehåller bland annat uppgifter om den avlidnes namn, födelsetid, yrke, boställe, civilstånd, dödsdatum, dödsorsak, dödsort, läkaren som utfärdat dödsbeviset, begravningsdag samt gravsättning av stoft eller aska. Dödsfall som anmälts avseende andra församlingar antecknades också.
De används mycket inom släktforskning. Den äldsta bevarade begravningsboken är från Bondkyrka församling i Uppsala stift och börjar år 1608. 1686 års kyrkolag fastslog att död- och begravningsböcker skulle föras i alla församlingar.